# فالنتين سميرنوف
فالنتين سميرنوف (بالروسية: Смирнов, Валентин Сергеевич)‏ هو منافس ألعاب قوى روسي، ولد في 13 فبراير 1986.

## وصلات خارجية
- فالنتين سميرنوف على موقع الاتحاد الدولي لألعاب القوى (الإنجليزية)